# Aldehydedehydrogenase
Aldehydedehydrogenase (ALDH) is het enzym in het mitochondrium dat de afbraak van ethanal (aceetaldehyde) tot azijnzuur mogelijk maakt. Hierna wordt acetyl-CoA gevormd uit het azijnzuur en Coënzym A. Dit gaat de citroenzuurcyclus in waarna het afgebroken wordt tot koolstofdioxide en water.
Dit enzym is uiterst belangrijk, omdat het de giftige stof ethanal afbreekt. Zonder dit enzym brengt onafgebroken ethanal schadelijke effecten toe aan het lichaam, waardoor de functionaliteit beperkt wordt.

## Variant
Een variant van dit enzym, die veel voorkomt bij Oost-Aziatische mensen, is veel minder efficiënt dan het normale enzym. Door een mutatie breekt het lichaam grote hoeveelheden ethanal langzamer af, waardoor de toxische effecten voor ernstigere gevolgen zorgen. Hierdoor kunnen deze mensen alcoholische dranken slecht verwerken, wat de alcohol flush reactie wordt genoemd.
Dit verschijnsel verschilt echter van persoon tot persoon en hangt onder andere af van het lichaamsgewicht.